# Dactylochelifer
Genre
Dactylochelifer est un genre de pseudoscorpions de la famille des Cheliferidae.

## Distribution
Les espèces de ce genre se rencontrent en Asie, en Europe, dans le Nord de l'Afrique et en Amérique du Nord.

## Liste des espèces
Selon Pseudoscorpions of the World (version 3.0) :
- Dactylochelifer amurensis (Tullgren, 1907)
- Dactylochelifer anatolicus Beier, 1963
- Dactylochelifer arabicus Mahnert, 1991
- Dactylochelifer balearicus Beier, 1961
- Dactylochelifer beieri Redikorzev, 1932
- Dactylochelifer besucheti Mahnert, 1978
- Dactylochelifer brachialis Beier, 1952
- Dactylochelifer copiosus Hoff, 1945
- Dactylochelifer dolichodactylus Caporiacco, 1939
- Dactylochelifer falsus (Beier, 1930)
- Dactylochelifer gansuensis Redikorzev, 1934
- Dactylochelifer gobiensis Beier, 1969
- Dactylochelifer gracilis Beier, 1951
- Dactylochelifer gruberi Beier, 1969
- Dactylochelifer infuscatus Beier, 1967
- Dactylochelifer intermedius Redikorzev, 1949
- Dactylochelifer kaszabi Beier, 1970
- Dactylochelifer kerzhneri Beier, 1973
- Dactylochelifer kussariensis (Daday, 1889)
- Dactylochelifer ladakhensis Beier, 1978
- Dactylochelifer latreillii (Leach, 1817)
- Dactylochelifer lindbergi Beier, 1959
- Dactylochelifer lobatschevi Krumpál & Kiefer, 1982
- Dactylochelifer marlausicola Dumitresco & Orghidan, 1969
- Dactylochelifer maroccanus (Beier, 1930)
- Dactylochelifer martensi Dashdamirov, 2006
- Dactylochelifer minor Dashdamirov & Schawaller, 1995
- Dactylochelifer mongolicola Beier, 1970
- Dactylochelifer monticola Beier, 1960
- Dactylochelifer mrciaki Krumpál, 1984
- Dactylochelifer nubicus Beier, 1962
- Dactylochelifer pallidus Beier, 1963
- Dactylochelifer popovi Redikorzev, 1949
- Dactylochelifer redikorzevi (Beier, 1929)
- Dactylochelifer ressli Beier, 1967
- Dactylochelifer saharensis Heurtault, 1971
- Dactylochelifer scaurus Mahnert, 1978
- Dactylochelifer scheuerni Schawaller, 1987
- Dactylochelifer shinkaii Sato, 1982
- Dactylochelifer silvestris Hoff, 1956
- Dactylochelifer somalicus Caporiacco, 1937
- Dactylochelifer spasskyi Redikorzev, 1949
- Dactylochelifer syriacus Beier, 1955
- Dactylochelifer vtorovi Mahnert, 1977

et décrites depuis :
- Dactylochelifer luyaensis Gao & Zhang, 2012
- Dactylochelifer zaragozai Nassirkhani, 2022

## Systématique et taxinomie
Ce genre a été décrit par Beier en 1932 dans les Cheliferidae.

## Publication originale
- Beier, 1932 : « Zur Kenntnis der Cheliferidae (Pseudoscorpionidea). » Zoologischer Anzeiger, vol. 100, p. 53-67.